# Claus Eduard Richters
Claus Eduard Richters (* 12. Oktober 1884 in Kehdingbruch; † 1957 in Bülkau) war ein deutscher Veterinärmediziner, der als Offizier im Heer des Deutschen Kaiserreiches, der Reichswehr und der Wehrmacht diente und im Zweiten Weltkrieg zuletzt im Dienstgrad Generalstabsveterinär als Chefveterinär des Heeres-Veterinäruntersuchungsamtes wirkte. 

## Leben
Claus Eduard Richters begann 1903 als Veterinäroffiziers-Anwärter seine Ausbildung an der Königlichen Militär-Veterinär-Akademie (Berlin), wurde bis 1908 zur tierärztlichen Ausbildung an die Tierärztliche Hochschule Berlin kommandiert, 1908 zum Unterveterinär und 1909 zum Veterinär befördert und leistete bis 1911 in Freiburg im Breisgau Veterinärdienst beim Telegraphen-Bataillon Nr. 4. Ab 1911, militärisch vom Feldartillerie-Regiment Nr. 9 nun dem Dragoner-Regiment von Wedel Nr. 11 (Lyck) zugeordnet und Anfang 1912 zum Ober-Veterinär befördert, war er vom Bakteriologischen Laboratorium der Militär-Veterinär-Akademie an das Institut für Hygiene der Tierärztlichen Hochschule Berlin kommandiert, von wo aus er 1913 zur Bekämpfung der Rinderpest an das Bakteriologisch-Serologische Institut Mpapua nach Deutsch-Ostafrika entsandt wurde. 
Nach Ausbruch des Ersten Weltkriegs verblieb er als Kriegsteilnehmer in Deutsch-Ostafrika, wurde 1917 schwer verwundet und kam in englische Gefangenschaft, die er in Indien verbrachte.
Nach Kriegsende wurde er 1919 als Veterinäroffizier in die Reichswehr übernommen und 1920 nach seiner Promotion zum Dr. med. vet. an der Tierärztlichen Hochschule Berlin und der Beförderung zum Stabsveterinär zum Heeres-Veterinäruntersuchungsamt (Berlin) versetzt. Mitte 1926 wurde er Oberstabsveterinär und später Vorstand des Heeres-Veterinäruntersuchungsamt. Mit RDA wurde er zum 1. August 1930 zum Generaloberveterinär befördert, was nach der 1934 erfolgten Anpassung der Dienstgrade Reichswehr zur Wehrmacht nunmehr dem Dienstgrad Oberfeldveterinär entsprach. Anfang April 1938 wurde er als Chefveterinär des Heeres-Veterinäruntersuchungsamtes zum General-Veterinär und zuletzt im August 1941 zum Generalstabsveterinär befördert. Im Heeres-Veterinäruntersuchungsamt untersuchte er u. a. die Schäden von Kampfstoffen bei Hunden und Pferden.
Claus Eduard Richters, dessen Forschungsgebiet Bakteriologie, Serologie sowie Gas- und Luftschutz war, wirkte ab Juli 1940 als Honorarprofessor am Institut für Pharmakologie und Toxikologie der Veterinärmedizinischen Fakultät Berlin.
Er kam 1945 in amerikanische Kriegsgefangenschaft, die er im Steinlager Allendorf bei Marburg (Lahn) verbrachte.
Claus Eduard Richters war seit 1922 Mitglied der Tierärztlichen Gesellschaft zu Berlin und wurde 1937 als Mitglied in die Deutsche Akademie der Naturforscher Leopoldina aufgenommen.

## Schriften (Auswahl)
- Über die Entwicklung von Dictyocaulus (Strongylus) filaria Rud. beim Schaf. Dissertation, Berlin 1920
- Über die Entwicklung von Dictyocaulus (Strongylus) filaria Rud. beim Schaf. In: Zeitschrift für Infektionskrankheiten, parasitäre Krankheiten und Hygiene der Haustiere, 23, Berlin 1922, S. 208–236 (Digitalisat)
- Die Tiere im chemischen Kriege. Schoetz, Berlin 1932
- Schutz der Tiere und Lebensmittel im chemischen Kriege. NALFAG, Berlin 1936
- Die Einwirkung der chemischen Kampfstoffe auf Feldverpflegungsmittel. Schutz- und Entgiftungsmittel. In: Zeitschrift für die Heeresverwaltung, I, 1936, S. 3–11.